# مرزا علي بك
مرزا علي بك (بالإنجليزية: Mirza Ali Baig)‏ هو متسلق الجبال باكستاني، ولد في 10 يوليو 1983 في Shimshal ‏ في باكستان.